# IP 카메라
인터넷 프로토콜 카메라(영어: Internet Protocol camera), IP 카메라(영어: IP camera)는 일반적으로 감시를 위해 배치되는 디지털 비디오 카메라의 일종으로 아날로그 방식의 폐쇄회로 텔레비전(CCTV) 카메라들과 달리 컴퓨터 네트워크와 인터넷을 통해 데이터를 송수신할 수 있다. 이러한 일을 하는 대부분의 카메라들이 웹캠이지만 IP 카메라 또는 넷캠(netcam)은 일반적으로 네트워크 연결을 통해 직접 접근이 가능한 감시용 목적에만 해당된다.
일부 IP 카메라들은 녹화, 비디오 및 알람 관리를 처리하기 위해 중앙식 네트워크 비디오 레코더(NVR)의 지원이 필요하다. 그 밖의 카메라들은 NVR(en) 없이도 탈중앙화 방식으로 운용할 수 있는데, 카메라는 로컬 또는 원격의 스토리지 미디어에 직접 녹화가 가능하다. 최초의 중앙식 IP 카메라는 1996년 액시스 커뮤니케이션스가 출시한 Axis Neteye 200였다.

## 역사
최초의 중앙 집중식 IP 카메라인 AXIS Neteye 200은 1996년 액시스 커뮤니케이션스에서 출시되었다. 이 제품은 인터넷 연결이 가능한 곳이라면 어디에서나 접근할 수 있다고 광고되었지만 카메라는 실시간 비디오를 스트리밍할 수 없었고 각 요청에 대해 CIF(Common Intermediate Format)의 단일 이미지를 반환하는 것으로 제한되었다. 이러한 제한은 출시 당시 이미지 처리를 처리할 수 있는 강력한 집적 회로가 부족했기 때문일 수 있다. 결과적으로 이 카메라는 주로 관광 산업을 겨냥한 것이지 기존 아날로그 CCTV 시스템을 대체할 의도는 아니었다.
최초의 분산형 IP 카메라는 1999년 모토틱스(Mobotix)에 의해 출시되었다. 카메라의 리눅스 시스템에는 비디오, 알람 및 녹화 관리 기능이 포함되어 있다. 2005년 인텔리오(Intellio)는 온보드 비디오 콘텐츠 분석(VCA) 기능을 갖춘 최초의 IP 카메라를 출시했다. 이 카메라는 물건이 도난당한 경우, 사람이 선을 넘은 경우, 사람이 미리 정의된 구역에 진입한 경우, 자동차가 잘못된 방향으로 움직이는 경우 등 다양한 이벤트를 감지할 수 있었다.
클라우드 인프라가 발전함에 따라 링(Ring, 미국 아마존 소유)은 2014년에 가정용을 겨냥한 최초의 IP 카메라 초인종을 출시했다. 이 장치는 빠른 설정, 클라우드 기반 녹화 및 동작 감지 기능을 제공했다. 이 장치는 미화 199달러에 판매되었다. 2021년 기준 링은 수백만 대를 판매했다. IP 카메라의 성공으로 네스트(Nest, 미국 구글 소유) 등 다른 회사에서도 유사한 클라우드 기반 장치를 출시했다.

## 감시 카메라
감시 카메라들은 4G와 와이파이를 사용하여 사진과 동영상을 보내거나 통화를 할 수 있다.
대시캠은 일반적으로 4G와 전면 360° 카메라를 채용한다.

## 같이 보기
- 대시캠